# (1795) Woltjer
(1795) Woltjer – planetoida z grupy pasa głównego planetoid okrążająca Słońce w ciągu 4 lat i 239 dni w średniej odległości 2,79 au. Została odkryta 24 września 1960 roku w Obserwatorium Palomar w programie Palomar-Leiden-Survey przez Cornelisa i Ingrid van Houtenów oraz Toma Gehrelsa. Nazwa planetoidy pochodzi od Jana Woltjera (1891-1946), holenderskiego astronoma. Przed nadaniem nazwy planetoida nosiła oznaczenie tymczasowe (1795) 4010 PL.